# Simon Jones
Simon Jones (Liverpool, 29 de mayo de 1972) es un bajista inglés. Su estilo musical incluye desde el britpop hasta el rock.
Fue, entre los años 1989 y 1999, bajista de la banda británica The Verve. Su mayor éxito con la misma fue la canción Bitter sweet symphony. A partir del año 1999 y hasta 2007 ha trabajado en diferentes proyectos solistas, a la par de colaboraciones con diferentes artistas, entre ellos Gorillaz.
En 2007, ocho años después de su separación, volvió a reunirse con The Verve para grabar un nuevo álbum. Este álbum, Forth, salió a la venta en agosto de 2008.

## Vida privada
Jones está casado; su esposa se llama Myra, y con ella tiene dos hijos: Jude y Jonah Jones.